# Viernes Sangriento (1972)
El Viernes Sangriento  fue el nombre que se le dio a una serie de ataques con bombas que perpetró el IRA Provisional en Belfast, el 21 de julio de 1972. Este ataque se enmarcó dentro de una campaña contra objetivos económicos y militares en Irlanda del Norte. El IRA colocó, a lo largo del año 1972, más de 1300 artefactos explosivos.[cita requerida]
Se colocaron un total de 22 bombas, que mataron a 9 personas (2 militares y 7 civiles) y provocaron 130 heridos. El IRA avisó a los medios de comunicación y a las fuerzas de seguridad antes de la explosión de las bombas. El líder del IRA, Sean MacStiofain, afirmó que los avisos fueron ignorados por el Ejército para que las bombas causasen víctimas civiles que desacreditaran al IRA, aunque nunca se ha podido corroborar tal afirmación. En el trigésimo aniversario de los bombardeos, el IRA se disculpó formalmente a las familias de todos los civiles que había muertos y heridos
Además de ciertos avisos específicos, se recibieron también dos avisos falsos, que impidieron desalojar las zonas antes de la explosión. Además, debido a la cantidad de explosiones en un lugar tan relativamente restringido como el centro de Belfast, muchos de los evacuados se encontraron con que eran desalojados hacia lugares cercanos a otra bomba.

## Cronología
Tiempos aproximados (UTC+1).
| Hora  | Lugar                           | Daños |
| ----- | ------------------------------- | --- |
| 14:09 | Windsor Park                    | Colocada en un paso elevado sobre vías de tren. Sin heridos. |
| 14:36 | Brookvale Hotel                 | Zona evacuada. Sin heridos. |
| 14:40 | Ulster Bank                     | Zona no evacuada. Una mujer católica perdió ambas piernas. Conductores atrapados en un atasco heridos.                                                                               |
| 14:52 | Botanic Railway Station         | Coche bomba colocado en el exterior. Daños considerables a la estación. Heridos leves.                                                                                               |
| 14:53 | Queen Elizabeth Bridge          | Coche bomba. Daños ligeros en la estructura del puente. Heridos leves. |
| 15:02 | Agnes Street                    | Calle protestante. Los vecinos no recibieron el aviso pero hubo pocos heridos leves.                                                                                                 |
| 15:02 | Liverpool Bar                   | Bomba colocada en un muelle. Avisos confusos. Heridos leves. |
| 15:02 | Bellevue                        | Bomba colocada en un puente de autopista. |
| 15:03 | York Street Station             | La bomba explotó antes de evacuar la zona. Heridos graves. |
| 15:04 | Ormeau Avenue                   | Los vecinos no recibieron el aviso pero hubo pocos heridos leves. |
| 15:05 | Eastwood's Garage               | Garaje destruido. Heridos leves. |
| 15:10 | Oxford Street Bus Depot         | 6 muertos (2 soldados y 4 trabajadores) La bomba explotó durante la evacuación. Muchos heridos graves.                                                                               |
| 15:15 | Stewartstown Road               | La bomba fue posiblemente abandonada. Heridos leves. |
| 15:20 | Cavehill Road                   | 3 muertos (2 mujeres católicas y un adolescente). Muchos heridos graves. |
| 15:25 | Lisburn Road                    | Bomba colocada sobre las vías del tren. Sin heridos. |
| 15:25 | Crumlin Road                    | Dos explosiones. Sede de Star Taxis destruida. Heridos leves. |
| 15:30 | "Nutts Corner"                  | Mina explotada al paso de un autobús escolar, posiblemente equivocándolo con un autobús militar. El conductor pudo maniobrar y esquivar lo peor de la onda expansiva. Heridos leves. |
| 15:30 | Northern Ireland Carriers Depot | Heridos leves. |
| 15:30 | Sydenham                        | Desactivada por el ejército inglés. |